# Union nationale (Israël)
 (mars 2014).
L’Union nationale (en hébreu : איחוד לאומי, Ihoud Leoumi) est une alliance politique regroupant différentes formations israéliennes de droite et nationalistes. Les partis la composant dans sa forme finale sont Moledet, Hatikva, Eretz Yisrael Shelanu et Tkuma.

## Histoire
L'Union nationale est un parti relativement jeune, dont le périmètre n'a cessé de se modifier.

### Formation en 1999
L'alliance a été formée en 1999 par Rehavam Zeevi, dirigeant du parti Moledet, avec les mouvements Hérout (une dissidence du Likoud) et Tkuma (une dissidence du Parti national religieux).

### Modification du périmètre de l'alliance en 2000
L'alliance a par la suite évoluée, Israel Beytenou ralliant l'alliance en 2000. Les partis membres ont toujours continué d'agir indépendamment à la Knesset tout en proposant des listes communes aux élections israéliennes. 
Début 2001, Ariel Sharon est élu premier ministre, et forme un gouvernement de coalition auquel participe l'Union. Zeevi est nommé au poste de ministre du tourisme, avant d'être assassiné par les brigades Abou Ali Mustafa du FPLP en 2001.
Le ralliement en 2000 de Israel Beytenou a modifié radicalement la démographie de l'électorat de la formation, en faveur d'une forte représentation des immigrés d'origine russe, et l'électorat de l'alliance en a été multipliée par deux. Le dirigeant d'Israel Beytenou, Avigdor Liberman, originaire de Russie dans les années 1980 et ancien secrétaire du Premier ministre Benyamin Netanyahou de 1996 à 1999, est devenu le leader de l'Union nationale en 2001, après l'assassinat de Zeevi.
Malgré l'alliance, les trois partis gardent leurs identités propres, défendant des positions parfois divergentes. Ainsi, Israel Beytenou défend prioritairement les intérêts des nouveaux immigrants, souvent laïcs et d'origine russe, sans être totalement hostile à une séparation territoriale d'avec les palestiniens. Pour sa part, Moledet, rejette les efforts de paix actuels et défend un projet de transfert des populations palestiniennes. Son électorat est composé de religieux et de laïcs de façon plutôt équilibrée. Enfin, Tkuma représente une aile religieuse plus dure dans l'alliance.

### Élections législatives israéliennes de 2003
Le Hérout quitte l'alliance avant les élections de 2003, et échoue à gagner des sièges à la Knesset.
L'Union remporte quant à elle sept des 120 sièges de la Knesset lors des élections législatives de 2003. Le 23 février 2005, Effi Eitam et le rabbin Yitzhak Levy quittent le Parti national religieux et rejoignent la liste électorale de l'Union nationale en créant leur parti, le Nouveau sionisme national religieux. Après le départ de Michael Nudelman, l'Union compte 8 parlementaires.
Le parti reste dans la coalition électorale au pouvoir, participant au gouvernement d'Ariel Sharon. Quand celui-ci décide en 2004-2005 de démanteler toutes les colonies israéliennes de la Bande de Gaza ainsi que 4 colonies de Cisjordanie, l'Union nationale s'oppose fermement à son projet, et finie par devoir quitter la coalition gouvernementale, dont elle représente une des oppositions de droite.

### Élections législatives israéliennes de 2006
Aux élections législatives de 2006, Israel Beytenou quitte l'Union et se présente de façon indépendante, obtenant 11 sièges, surtout chez les anciens immigrants de l'ex-Union soviétique. 
L'Union présente alors une liste commune avec le Parti national religieux, cette liste commune remportant neuf sièges à la Knesset.
Après la victoire du parti centriste Kadima, héritier politique de Ariel Sharon, l'Union reste dans l'opposition.

### Élections législatives israéliennes de 2009
En 2008, l'Union Nationale et le Parti national religieux forment un parti unifié (et non plus une simple coalition), Maison juive, mais ce parti unifié reste très instable, et éclate rapidement, en particulier par contestation du poids dominant de l'ex-Parti national religieux. Maison juive conserve essentiellement les anciens du Parti national religieux, les autres factions reconstituant la coalition plus souple de l'Union Nationale.
Aux élections législatives israéliennes de 2009, l'Union rassemble quatre groupes : Moledet, Hatikvah (un parti nationaliste laïque formé en novembre 2007 par Aryeh Eldad, député de l'Union Nationale depuis 2003), Eretz Yisrael Shelanu et les anciens membres de Tkuma.
L'Union a obtenu 3,34 % des voix et quatre sièges. 
Les anciens membres de l'Union ont obtenu séparément :
- Le Foyer juif (ex-Parti national religieux) : 2,87 % et trois sièges.
- Israel Beytenou : 11,70 % et 15 sièges.

## Programme politique
- L'Union nationale est un parti ultra-nationaliste qui affirme les droits du peuple Juif sur l'ensemble d' Eretz Israel (« la terre d'Israël », y compris la Cisjordanie) et aspire à les réaliser en continuant d'y développer le peuplement juif, y compris dans les territoires considérés comme occupés par l'ONU. Le parti est convaincu qu'il est possible de maintenir tous les secteurs d'Eretz Israel sous souveraineté israélienne. L'Union nationale propose de résoudre la question des Arabes israéliens en les encourageant à se réinstaller dans les pays arabes par des aides financières.
- Pour ce qui est de la question de la religion et de l'État, le parti a l'intention de renforcer le caractère juif de l'État, dans le système éducatif, en insistant sur le respect du Shabbat dans les lieux publics et en veillant au respect du statu quo (l'équilibre traditionnel entre secteurs laïques et religieux du pays). L'Union Nationale tient à renforcer le respect du chabbat et de la cacherout sans imposer aucune contrainte aux citoyens et sans porter atteinte à leur vie privée.
- Dans le domaine économique et social, l'Union nationale s'engage à combattre l'inégalité sociale, à renforcer les classes défavorisées, à restaurer les quartiers pauvres et à réajuster le salaire minimum.

## Résultats électoraux
- 1999 : 3 % - quatre sièges
- 2003 : 5,5 % - sept sièges
- 2006 : 7,1 % - neuf sièges (dont trois pour le Parti national religieux)
- 2009 : 3,34 % - quatre sièges

## Composition
| Partis | Partis                            | Principale idéologie                       | Positionnement politique | Chef                                                               |
| ------ | --------------------------------- | ------------------------------------------ | ------------------------ | ------------------------------------------------------------------ |
|        | Tkuma (1999-2013)                 | Ultranationalisme Sionisme religieux       | Droite à extrême droite  | Zvi Hendel (1999-2009) Ya'akov Katz (2009-13)                      |
|        | Moledet (1999-2013)               | Ultranationalisme Transfert de population  | Extrême droite           | Rehavam Ze'evi (1999-2001) Benny Elon (2001–08) Uri Bank (2008–13) |
|        | Hérout (1999-2000)                | Sionisme révisionniste                     | Droite                   | Benny Begin (1999-2000) Michael Kleiner (2000)                     |
|        | Israel Beytenou (2001-2005)       | Sionisme révisionniste Sécularisme         | Droite                   | Avigdor Lieberman (2001–2005)                                      |
|        | Ahi (2005-2008)                   | Sionisme religieux Conservatisme religieux | Droite                   | Effi Eitam (2005–2008)                                             |
|        | Hatikva (2009-2012)               | Ultranationalisme Sionisme révisionniste   | Extrême droite           | Aryeh Eldad (2009-2012)                                            |
|        | Front national juif (2009-2012)   | Kahanisme Ultranationalisme                | Extrême droite           | Baruch Marzel (2009-2012)                                          |
|        | Eretz Yisrael Shelanu (2009-2013) | Ultranationalisme Sionisme religieux       | Extrême droite           | Shalom Dov Wolpo (2009-2013)                                       |